# Dacrymycella fertilissima
Dacrymycella fertilissima är en svampart som beskrevs av Bizz. 1885. Dacrymycella fertilissima ingår i släktet Dacrymycella, divisionen sporsäcksvampar och riket svampar.   Inga underarter finns listade i Catalogue of Life.